# Olbrachtova (stanice metra)
Olbrachtova je budovaná stanice na lince D pražského metra. Bude se nacházet na úseku I.D1a mezi stanicemi Pankrác a Nádraží Krč pod ulicí Na Strži na katastru Krče. Stavba stanice byla zahájena v dubnu 2022, ke zprovoznění by mělo dojít v roce 2029.

## Popis
Stanice Olbrachtova se bude nacházet pod ulicí Na Strži v Praze 4 na katastru Krče. Bude ražená dvojlodní v hloubce 31 metrů.
Olbrachtova bude mít jeden výstup s jedním povrchovým vestibulem a jedním podpovrchovým vestibulem. První bude umístěným přímo u bytových komplexů u křižovatky ulic Jeremenkova a Na Strži. Druhý výstup (podpovrchový) bude situován pod křižovatkou ulice Antala Staška a Na Strži. 